# Поліноми Кравчука

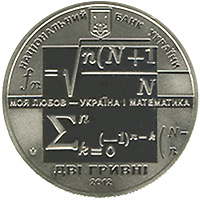
Поліноми Кравчука на монеті України 2012 року «Михайло Кравчук»

Поліноми Кравчука ( М. П. Кравчук, 1929) належать до класичних ортогональних поліномів дискретної змінної на рівномірній сітці, для яких співвідношення ортогональності являє собою не інтеграл, а ряд або скінченну суму:
{\displaystyle \sum \limits _{x=0}^{N}k_{n}^{(p)}(x)k_{m}^{(p)}(x)\sigma (x)=d_{n}^{2},\delta _{m,n}}.
Тут {\displaystyle \sigma (x)={\binom {N}{x}}p^{x}q^{N-x}} — вагова функція, {\displaystyle d_{n}={\sqrt {{\binom {N}{n}}(pq)^{n}}}} — квадратична норма, {\displaystyle 0<p<1,\quad 0<q<1,\quad p+q=1}. Для {\displaystyle p=q=1\left/2\right.} вагова функція з точністю до постійного множника {\displaystyle 1\left/2^{N}\right.} зводиться до біноміального коефіцієнта.
Рекурентне співвідношення для цих поліномів має вигляд
{\displaystyle (n+1)k_{n+1}^{(p)}(x)+pq\left(N-n+1\right)k_{n-1}^{(p)}(x)={\bigl [}x+n(p-q)-pN{\bigr ]}k_{n}^{(p)}(x)}.
Шляхом нескладних перетворень його можна привести до вигляду
{\displaystyle f_{n+1}{\frac {k_{n+1}^{(p)}(x)}{d_{n+1}}}+f_{n}{\frac {k_{n-1}^{(p)}(x)}{d_{n-1}}}=\left(rx+\varepsilon n+\Delta \right){\frac {k_{n}^{(p)}(x)}{d_{n}}}},
де
{\displaystyle f_{n}={\sqrt {\frac {n(N+1-n)}{N}}},\quad r={\frac {1}{\sqrt {pqN}}},\quad \varepsilon =r(p-q),\quad \Delta =-rpN.}
Поліноми Кравчука можуть бути виражені через гіпергеометричну функцію Гауса:
{\displaystyle k_{n}^{(p)}(x)=(-1)^{n}{\binom {N}{n}}p^{n}{}_{2}F_{1}(-n,-x;-N;1/p)}
В границі при {\displaystyle N\to \infty } поліноми Кравчука переходять у Поліноми Ерміта:
{\displaystyle \lim \limits _{N\to \infty }\left(2/Npq\right)^{n/2}n!;k_{n}^{(p)}\left(Np+{\sqrt {2Npq}},x\right)=H_{n}(x)}
Перші чотири поліноми для найпростішого випадку {\displaystyle p=q=1/2}:
- {\displaystyle {\mathcal {K}}_{0}(x,N)=1}
- {\displaystyle {\mathcal {K}}_{1}(x,N)=-2x+N}
- {\displaystyle {\mathcal {K}}_{2}(x,N)=2x^{2}-2Nx+{N \choose 2}}
- {\displaystyle {\mathcal {K}}_{3}(x,N)=-{\frac {4}{3}}x^{3}+2Nx^{2}-\left(N^{2}-N+{\frac {2}{3}}\right)x+{N \choose 3}}

### Породжуюча функція
Звичайна породжуюча функція
{\displaystyle {\begin{aligned}(1+(q-1)z)^{n-x}(1-z)^{x}&=\sum _{k=0}^{\infty }{\mathcal {K}}_{k}(x;n,q){z^{k}}.\end{aligned}}}